# Bobby Bazini
Bobby Bazini (nascido Bobby Bazinet, 6 de maio de 1989) é um cantor e compositor franco-canadense de Mont-Laurier, Quebec, Canadá .Lançou três álbuns de estúdio e atualmente tem um contrato com a Universal Music Canada .

## Carreira

### 2009–2011:Better in Time
O primeiro single de Bazini, "I Wonder", foi lançado em 2009 e passou oito semanas no Top 3 do ADISQ . Seu álbum de estreia, Better In Time (2010), alcançou a posição 4 na Canadian Albums Chart e foi certificado como platina pela CRIA com mais de 80.000 cópias vendidas. Posteriormente, o Warner Music Group adquiriu os direitos de seu álbum e o distribuiu internacionalmente.
Em 2011, Bazini foi indicado a dois Juno Awards : Novo Artista do Ano e Álbum Pop do Ano (Better In Time).

### 2012–2014: Where I Belong
Quando chegou a hora de produzir o seu segundo álbum, Bobby Bazini fez uma grande viagem, pegou seu violão, seu carro, deixou seu pequeno subúrbio de Montreal e foi para a Califórnia gravar com o produtor musical Larry Klein . Where I Belong (2014) foi gravado com alguns dos músicos favoritos de Bazini, incluindo Booker T. Jones (órgão), Jack Ashford (percussão) e Jay Bellerose (bateria), que resultou em um álbum de folk/country com sonoridade ao vivo e canções de soul, lançadas pela Universal Music Canada .
Where I Belong liderou as paradas no Canadá e foi certificado como platina com mais de 100.000 cópias vendidas, atingindo essa marca no ano de lançamento, tornando-se o álbum canadense mais vendido do ano de 2014.
Em junho de 2014, Bazini se apresentou no Festival Internacional de Jazz de Montreal para um público de aproximadamente 60.000 pessoas.

### 2015 – presente:O verão acabou
Para seu terceiro álbum de estúdio, Summer Is Gone (2016), Bazini trabalhou com compositores e produtores como Jake Gosling ( Ed Sheeran ), Martin Terefe ( Jason Mraz, James Blunt ) e Eg White (James Morrison, Adele). A Pop Magazine colocou Summer Is Gone entre os 50 melhores álbuns de 2016.
Bazini se apresentou no 125º concerto de tributo da Stanley Cup em Ottawa, Ontário, em 17 de março de 2017.

## Família
Em 2015, seu irmão mais novo Kevin Bazinet venceu na terceira temporada do reality show La Voix .

## Discografia

### Álbuns
| Ano  | Detalhes do álbum                                                                                           | Pico | Certificações  | Vendas          |
| Ano  | Detalhes do álbum                                                                                           | CAN  | Certificações  | Vendas          |
| ---- | --- | ---- | -------------- | --------------- |
| 2010 | Better in Time - Lançamento: 9 de março de 2010 - Gravadora: Warner - Formato: CD, download digital         | 4    | - MC : Platina | - CAN: 80.000   |
| 2014 | Where I Belong - Lançamento: 27 de maio de 2014 - Gravadora: Universal - Formato: CD, download digital      | 1    | - MC: Platina  | - PODE: 102.000 |
| 2016 | Summer Is Gone - Lançamento: 11 de novembro de 2016 - Gravadora: Universal - Formato: CD, download digital  | 2    |                |                 |
| 2020 | Move Away - Lançamento: 14 de agosto de 2020 - Gravadora: Universal - Formato: CD, Vinil, download digital  | 42   |                |                 |
| 2023 | Pearl - Lançamento: 25 de agosto de 2023 - Gravadora: Spectra Música - Formato: CD, Vinil, download digital |      |                |                 |

### Singles
| 2009                                                | "I Wonder"        | —  | 3 | Better In Time |
| 2013                                                | "Cold Cold Heart" | —  | — | Where I Belong |
| 2016                                                | "C'est la vie"    | 72 | — | Summer Is Gone |
| "—" denota lançamentos que não entraram nas paradas |                   |    |   |                |

## Prêmios e indicações
| Ano  | Prêmio       | Categoria           | Nomeado/trabalho | Resultado | Ref.  |
| ---- | ------------ | ------------------- | ---------------- | --------- | ----- |
| 2011 | Prêmios Juno | Novo Artista do Ano | Bobby Bazini     | Nominado  | [ 1 ] |
| 2011 | Prêmios Juno | Álbum Pop do Ano    | Better In Time   | Nominado  | [ 1 ] |